# Andreas Højsleth
Andreas „Xyp9x” Højsleth (ur. 11 września 1995 w Vejle) – duński gracz e-sportowy w grach serii Counter-Strike. Karierę profesjonalnego gracza rozpoczął w 2013 roku w drużynie Fnatic. Od 4 grudnia 2015 roku gracz na pozycji rifler w Astralis.
W swojej karierze wygrał dotychczas indywidualnie ponad 1 468 000 dolarów amerykańskich w ramach nagród za zajmowane w turniejach miejsca. Łącznie w karierze wygrał 40 oficjalnych turniejów, 25 razy był drugi i 33 razy kończył swój udział na ostatnim miejscu podium (stan na 18.06.2019).

## Życiorys
Swoją przygodę z grami komputerowymi rozpoczął w wieku 8 lat. Nie spędzał dużo czasu grając, ponieważ dzielił komputer ze starszym bratem. Dzięki niemu zainteresował się Counter-Strikiem, kiedy wracał ze szkoły zawsze oglądał jak gra. W wieku 14 lat za uzbierane pieniądze kupił własny komputer, żeby uniezależnić się od starszego brata i móc grać na wyższym poziomie. Z początku traktował granie jako formę rozrywki, czas który mógł spędzić wspólnie z kolegami. Jak sam twierdzi najważniejszym momentem w jego życiu było wygranie Eleague Major: Atlanta 2017.

## Wyniki
Ważniejsze turnieje:
- 1. miejsce – Eleague Major: Atlanta 2017
- 1. miejsce – IEM Katowice 2017
- 1. miejsce – Esports Championship Series Season 2 - Finals
- 2. miejsce – Eleague CS:GO Premier 2017
- 2. miejsce – Eleague Season 2
- 1. miejsce – IEM XI - World Championship (CS:GO)
- 3–4. miejsce – MLG Major Championship: Columbus 2016
- 3–4. miejsce – PGL Major: Kraków 2017
- 4. miejsce – EPICENTER 2017
- 1. miejsce – CCS Finals Season 1
- 1. miejsce – PGL CS:GO Season 1 - Finals
- 1. miejsce – Faceit League 2015 Stage 1
- 12.–14. miejsce – Eleague Major: Boston 2018[5]

## Wyróżnienia indywidualne
- 20. miejsce w rankingu najlepszych graczy na świecie w 2013 roku według serwisu hltv.org (CS:GO)[6]
- MVP turnieju IEM Katowice 2017[7]
- 13. miejsce w rankingu najlepszych graczy na świecie w 2017 roku według serwisu hltv.org (CS:GO)[8]